# باصدی علیا
باصدی علیا، روستایی از توابع بخش مرکزی شهرستان رامهرمز در استان خوزستان ایران که بیشتر ساکنین این روستا از طوایف خمیسی و مرادی هستن.

## جمعیت
این روستا در دهستان حومه‌شرقی قرار دارد و براساس سرشماری مرکز آمار ایران در سال ۱۳۸۵، جمعیت آن ۲۰۱ نفر (۳۹خانوار) بوده‌است.